# Anna Netrebko
Anna Iourievna Netrebko (en russe : Анна Юрьевна Нетребко) est une soprano russo-autrichienne, née le 18 septembre 1971 à Krasnodar.

## Biographie et carrière

### Les débuts
Dès son enfance à Krasnodar, Anna Netrebko intègre des chœurs ou devient soliste dans de petits groupes d'enfants.
Anna Netrebko étudie le chant au conservatoire de Saint-Pétersbourg, en Russie. Elle aurait travaillé comme femme de ménage au théâtre Mariinsky et y passe une audition. Le chef d'orchestre Valery Gergiev l'engage alors qu'elle a 22 ans et devient son mentor vocal.

En 1994, sur les conseils de Gergiev, Anna Netrebko débute dans le rôle de Suzanne des Noces de Figaro, rôle qu'elle reprend dans les tournées du théâtre Mariinsky en Finlande, Allemagne et Israël. Elle interprète par la suite de nombreux personnages avec la compagnie : Amina (La sonnambula, Bellini), Pamina (La Flûte enchantée, Mozart), Rosina (Le Barbier de Séville, Rossini), Lucia (Lucia di Lammermoor, Donizetti), Louisa (Les Fiançailles au couvent, Prokofiev), Micaëla (Carmen, Bizet).

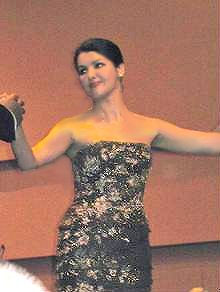
Anna Netrebko à ses débuts en Allemagne.

En 1995, à l'âge de 24 ans, Anna Netrebko termine ses études au conservatoire de Saint-Pétersbourg et interprète le rôle-titre de Ludmila à San Francisco dans l'opéra Rouslan et Ludmila de Glinka. Dès lors, elle est invitée régulièrement à San Francisco ainsi que sur d'autres scènes aux États-Unis. Elle devient l'interprète des rôles féminins de l'opéra russe : tour à tour Natacha (Guerre et Paix de Sergueï Prokofiev), Louisa (Les Fiançailles au couvent de Sergueï Prokofiev)), Marfa (La Fiancée du tsar de Nikolaï Rimski-Korsakov). Elle joue également Gilda (Rigoletto de Giuseppe Verdi), Musetta (La Bohème de Giacomo Puccini), Juliette (Roméo et Juliette de Charles Gounod), Elvira (I puritani de Vincenzo Bellini).
En 1998, elle est de nouveau l'invitée à l'Opéra de San Francisco pour son premier récital sur des mélodies de Moussorgski, Rachmaninov et Rimski-Korsakov.
Elle intègre l'Opéra de Washington avec le rôle de Gilda (Rigoletto, Verdi) en 1999. Elle part pour une tournée à Rotterdam, Amsterdam et Londres. Elle interprète, à cette occasion, le Benvenuto Cellini de Berlioz sous la direction de Valery Gergiev.

### Carrière internationale
À partir de 2000, elle est une artiste très recherchée. On la retrouve à San Francisco pour Don Giovanni (Zerlina) et La Bohème (Musetta) ; au Mai musical de Florence avec la Messe en si mineur de Bach et Judas Maccabée de Haendel.
Elle est présente au théâtre Mariinsky avec Les Contes d'Hoffmann (Jacques Offenbach) et Lucia di Lammermoor. Entre-temps, elle s'est produite à Covent Garden ainsi qu'au théâtre Mariinsky pour être la Natacha de Guerre et Paix sous la baguette de Valery Gergiev.
Entre 2000 et 2001, elle donne à l'Opéra de San Francisco et à l'Opéra de Washington une série de représentations en interprétant Ilia (Idoménée), Adina (L'Élixir d'amour), Nannetta (Falstaff), Marfa (La Fiancée du tsar) et Zerlina (Don Giovanni). À la Scala de Milan et au Teatro Real de Madrid, elle joue Natacha dans Guerre et Paix de Prokofiev.
En 2002, elle fait son entrée au Metropolitan Opera de New York avec la première représentation de Guerre et Paix. Au cours de la même année, elle chante pour la première fois au Festival de Salzbourg la nouvelle production de l'opéra Don Giovanni : elle y joue Donna Anna sous la direction du chef d'orchestre Nikolaus Harnoncourt. Elle est invitée pour la première fois à l'Opéra de Philadelphie pour la production de I Capuleti e i Montecchi, dans lequel elle interprète Giulietta. Elle chante aussi dans la Quatrième Symphonie de Mahler sous la direction de James Levine au Festival de Verbier.
Pendant la saison 2002-2003, elle chante Servilia dans La Clémence de Titus sous la direction de Colin Davis à Covent Garden et fait ses débuts au Staatsoper de Vienne dans l'habit de Violetta dans La traviata de Giuseppe Verdi ; le ténor Rolando Villazón lui donne la réplique. Elle tient le rôle-titre dans Lucia di Lammermoor à l'Opéra de Los Angeles, à nouveau celui de Violetta dans La traviata à l'Opéra de Munich et de Donna Anna (Don Giovanni) à Covent Garden.
Son second album, Sempre libera, est mis en vente l'année suivante (la même année, elle fait une apparition dans le film des Studios Disney Un mariage de princesse dans lequel elle interprète quelques airs de Sempre libera).
Sur invitation de l'Opéra de Los Angeles, qui inscrit Roméo et Juliette pour la première fois à son répertoire, Anna Netrebko est Juliette, soutenue par le ténor Rolando Villazón,. L'été de la même année, Netrebko est en concert avec Ramon Vargas à l'Opéra de Munich.
En 2003, Anna Netrebko se produit, notamment, au Festival Saito Kinen au Japon. Elle enregistre pour Deutsche Grammophon Opera Arias, une anthologie d'airs de Bellini, Berlioz, Donizetti, Dvorak, Gounod, Massenet, Mozart et Puccini avec l'Orchestre philharmonique de Vienne sous la direction de Gianandrea Noseda.
Pendant la saison 2004-2005, elle est présente pour un concert interprété dans le cadre du BBC Proms au Royal Albert Hall de Londres sous la direction du chef Noseda. Puis elle entame une série de récitals au Japon avec Malcolm Martineau. En avril 2005, elle interprète Adina de L'Élixir d'amour (Donizetti) toujours avec Villazón qui, la même année, est à ses côtés pour La traviata du Festival de Salzbourg, sous la direction de Carlo Rizzi.
Le 30 mai 2007, Anna Netrebko fait son entrée à Carnegie Hall secondée par Dmitri Khvorostovski et l'Orchestre de St. Luke. Programmée initialement le 2 mars 2006, Netrebko fait repousser la date prétextant qu'elle n'est pas prête. Le 8 septembre de la même année, pour la dernière nuit des Proms, elle reprend sa prestation de Roméo et Juliette donnée au Metropolitan Opera.

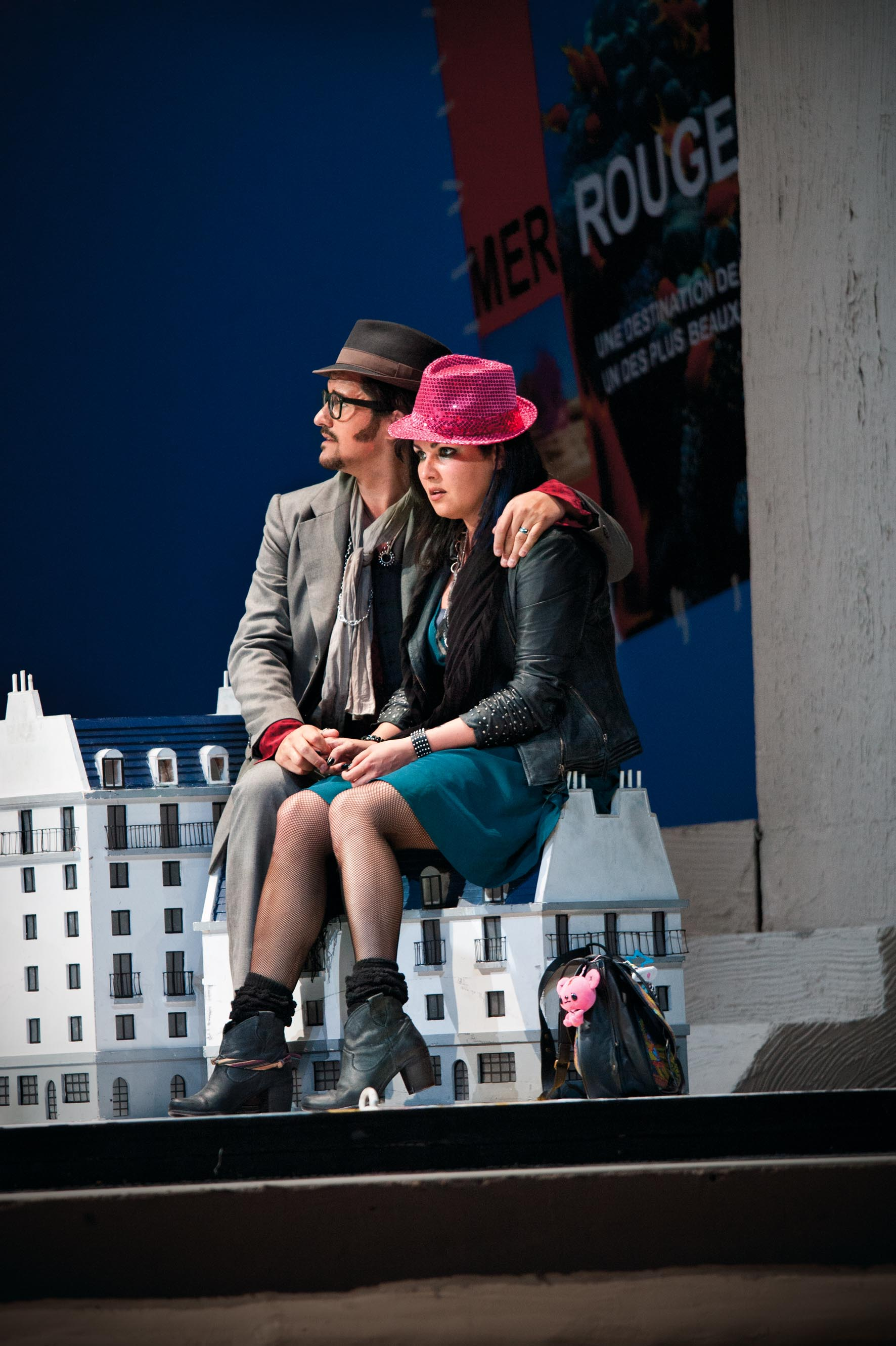
Festival de Salzbourg, 2012, Piotr Beczała en Rodolfo et Anna Netrebko en Mimì dans La Bohème.

Au mois de décembre 2007, elle offre une représentation lors de la cérémonie de remise du Kennedy Center Honor à Martin Scorsese.
En 2008, elle recueille les ovations du public à Covent Garden avec sa Violetta (La traviata). Jonas Kaufmann et Dmitri Khvorostovski lui donnent la réplique sous la baguette de Maurizio Benini.
Anna Netrebko est pressentie pour interpréter Lucia dans Lucia di Lammermoor en octobre 2008 au Met mais, en raison de sa grossesse, elle décline l'offre. Elle est remplacée par la soprano allemande Diana Damrau. Elle est cependant toujours programmée pour chanter ce même opéra en janvier et février 2009 ainsi que dans la production du Metropolitan Opera, Manon de Jules Massenet, la saison suivante.

### Superstar du lyrique
En avril 2011, elle est ovationnée à Vienne dans le rôle titre d'Anna Bolena de Donizetti. En décembre de la même année, elle est Donna Anna dans Don Giovanni à la Scala de Milan, pour l'ouverture de la saison, avec Peter Mattei dans le rôle-titre et Bryn Terfel dans celui de Leporello, sous la direction de Daniel Barenboim et dans une mise en scène de Robert Carsen.
Le 7 février 2014, elle est choisie pour interpréter l'hymne olympique lors de la cérémonie d'ouverture des Jeux de Sotchi.
En 2014, elle est Lady Macbeth dans Macbeth de Verdi, avec le baryton Željko Lučić, au Metropolitan Opera de New York. Elle défraye la chronique en annulant quelques semaines avant la première, un Manon Lescaut à l'Opéra de Munich, événement particulièrement attendu puisqu'il voulait réunir sur scène les deux superstars du lyrique de l'heure, Anna Netrebko et Jonas Kaufmann. Une mésentente avec les conceptions du metteur en scène Hans Neuenfels est évoquée mais la diva se fait discrète refusant d'entrer dans la moindre polémique. Kristine Opolais la remplace alors.
En 2015, elle interprète avec succès, Leonora dans Il trovatore pendant le Festival de Salzbourg puis Iolanta, au Metropolitan Opera et enfin le rare Giovanna d'Arco, à la Scala, sous la direction de Riccardo Chailly.
En mai 2016, elle fait ses débuts dans Wagner en chantant Elsa dans Lohengrin au Semper opéra de Dresde, sous la direction de Christian Thieleman avec le ténor Piotr Beczala dans le rôle-titre,. Elle est pressentie par Katharina Wagner pour incarner à nouveau Elsa, cette fois au festival de Bayreuth pour la nouvelle série de Lohengrin programmée à partir de l'été 2018 mais dès 2016, alors qu'elle vient d'annuler définitivement sa Norma à Londres « du fait de l'évolution de sa voix », elle renonce également à reprendre Elsa du fait de « ses difficultés à mémoriser le texte en allemand ». Deux séances sont finalement prévues avec la diva en 2019 mais elle annule à nouveau, cette fois pour des raisons de santé.
Quand, en 2016, elle interprète Leonore du Trovatore à l'Opéra de Paris, elle est très attendue par le public, elle n'était pas revenue à la Bastille depuis l'elisir d'amore en 2009. Elle y retourne à nouveau en mai 2017 pour le rôle de Tatiana dans Eugène Onéguine.
Et c'est avec son mari Yusif Eyvazov, qu'elle chante sa première Tosca en 2018 au Metropolitan Opéra, une Tosca « puissante » et remarquée.
Et en mars 2019, le Royal Opera House sous la direction d'Antonio Pappano, fait l'événement en réunissant à nouveau les deux superstars, Anna Netrebko qui fait alors sa prise de rôle en Leonora de La Force du destin de Verdi, et Jonas Kaufmann, habitué du rôle d'Alvaro, ajoutant également le Don Carlo di Vargas de Ludovic Tézier, affiche qui fait écrire à un critique « le retour de l'âge d'or ».
Lors de la pandémie de Covid-19, de nombreuses performances sont annulées et Anna Netrebko contracte une forme assez sévère de la maladie, ce qui l'oblige à annuler des engagements au Bolchoï.
Elle reprend le chemin des scènes avec Tosca à l'Opéra de Vienne puis au Festival de Salzbourg, au printemps et à l'été,, période de la reprise post pandémie où elle se produit également pour la première fois aux arènes de Vérone dans Turandot après Macbeth à Vienne.
En octobre 2021, la soprano russe est dans l'obligation d'annuler ses représentations et sa prise de rôle en Abigail dans Nabucco à Vienne, à la suite d'une intervention chirurgicale à l'épaule. La malchance la poursuit  car une nouvelle vague de Covid et les restrictions au Royaume Uni l'empêchent de s'y rendre pour sa deuxième série programmée de Nabucco
Elle est cependant à nouveau la « star » du Macbeth de Verdi, mis en scène par David Livermore, et dirigé par Riccardo Chailly, pour l'ouverture de la nouvelle saison de la Scala de Milan en décembre 2021.
Après une série d'annulations (voir la section « guerre en Ukraine »), Anna Netrebko revient sur les scènes en remplacement de Maria Agresta, souffrante, dans Manon Lescaut à l'Opéra de Monte-Carlo fin avril 2022. Elle reprend également ses concerts, donnant deux récitals avec accompagnement de piano en mai 2022, l'un à la Philharmonie de Paris, l'autre à la Scala de Milan, où elle est accueillie triomphalement.
Pendant l'été 2022, elle chante successivement Aida de Verdi et Turandot de Puccini aux arènes de Vérone. Elle y est qualifiée de « superlative » et « magistrale » pour la première et sa voix aussi bien que son interprétation sont acclamées pour la seconde,,. Son nom est applaudi par le public lors de l'annonce du casting.
Elle intercale entre ces performances quelques concerts, notamment à Madrid, où elle interprète avec succès des airs tirés d'opéras aussi variés qu'Anna Bolena, Roméo et Juliette, Le Trouvère, Aida, La Dame de pique, révélant sa versatilité d'interprète et son étendue vocale
À la rentrée 2022, elle chante Mimi dans La Bohème à l'opéra d'état de Vienne, quelques représentations de l'œuvre de Puccini ayant été rapidement organisées en remplacement d'une ouverture prévue avec La Juive, interprétée par Sonya Yoncheva et Roberto Alagna qui déclarent forfait pour maladie tous les deux. Puis elle est à Paris en décembre 2022 dans le rôle de Leonora de La Force du destin et à nouveau à l'opéra de Vienne, début 2023, pour une Aida, avec les stars du lyriques que sont Elina Garança, Jonas Kaufmann et Luca Salsi.
En juin 2023, elle ouvre la centième édition du Festival des arènes de Vérone en Aida de Verdi.
Le 24 juillet 2023, elle fait avec succès ses débuts au théâtre antique d'Orange avec un gala dédié à Verdi.
Elle revient à Paris en janvier 2024 dans le rôle d'Adriana Lecouvreur, dans l'opéra du même nom de Francesco Cilea au côté de son mari, le ténor Yuzif Eyvazov.

## Sa voix

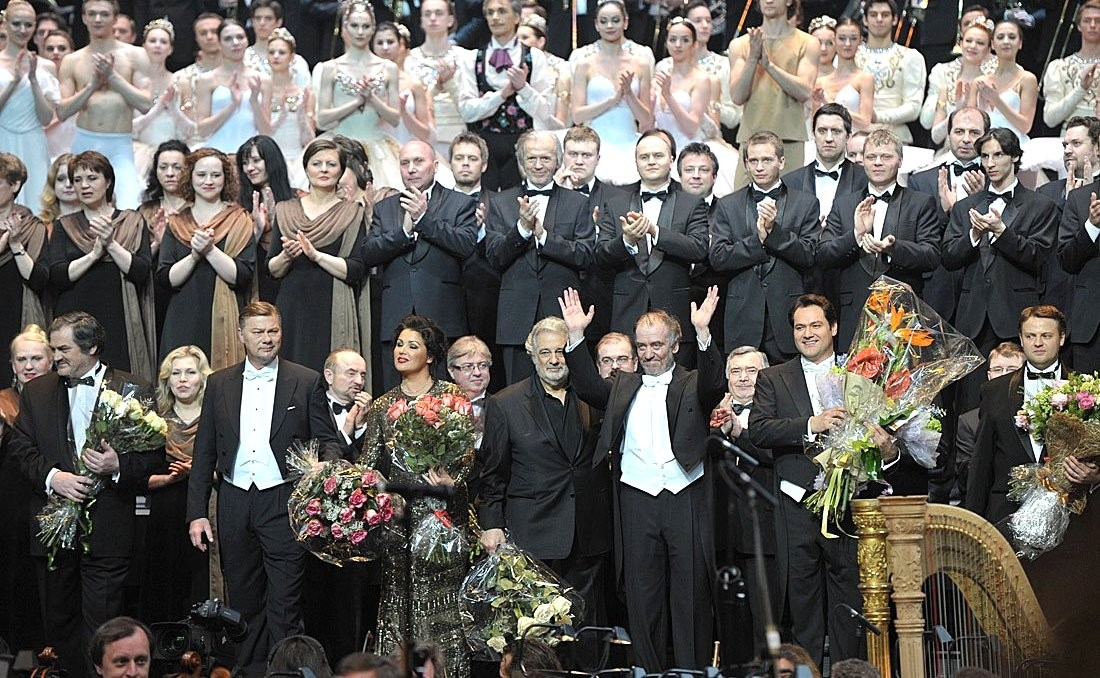
Réouverture du nouveau théâtre Mariinsky, le 2 mai 2013.

Elle est une vraie diva, consciente de l'être, même si elle avoue que cela la gêne qu'on la nomme ainsi, eu égard aux connotations négatives du mot.
Sa voix a beaucoup évolué au cours de sa carrière lui permettant d'aborder avec succès des rôles de plus en plus lourds du répertoire, tels que Aida, la Lady de Macbeth, Tosca, Turandot et prochainement Abigaile de Nabucco.

## Vie personnelle
En 2006, Anna Netrebko s'installe en Autriche et demande la citoyenneté autrichienne, qu'elle obtient en juillet de la même année. Au cours d'un entretien avec un journaliste d'un hebdomadaire autrichien, elle déclare vouloir habiter Vienne et Salzbourg. Comme raison principale à cette demande de nationalité autrichienne, Anna Netrebko évoque les démarches lourdes qu'elle a dû parfois effectuer pour obtenir un visa (en tant que citoyenne russe) et honorer ses nombreux contrats à l'étranger.
En 2008, Anna Netrebko se met en couple avec le baryton-basse uruguayen Erwin Schrott,. Leur fils, Tiago Aruã, naît à Vienne le 5 septembre de la même année. Tiago Aruã, qui est autiste, est scolarisé dans un établissement spécialisé à New York. Anna Netrebko chante lors d'un prestigieux concert à la Waldbühne de Berlin en 2011, avec Jonas Kaufmann et Erwin Schrott. C'est son retour sur scène après avoir donné naissance à leur enfant,.
Le couple se sépare en novembre 2013.
Elle épouse ensuite le 29 décembre 2015 le ténor azerbaïdjanais Yusif Eyvazov, dont elle avait fait la connaissance lors de son premier Manon Lescaut à Rome sous la direction de Riccardo Muti. Depuis lors, le couple se produit régulièrement ensemble à la scène à l'opéra comme lors de nombreux concerts. Ils avaient ainsi fait ensemble l'ouverture de la Scala de Milan en 2017 avec un Andrea Chénier où le ténor tenait le rôle-titre.

## Activités charitables
En 2002, Anna Netrebko remplit les fonctions de trésorière principale d'une fondation de charité, Petroushka Ball, branche de la Société pour la santé des enfants russes. Elle y retourne en 2003 et 2006 et devient directrice honoraire.
Au mois de mars 2007, elle est ambassadrice pour l'association humanitaire autrichienne SOS Villages d'enfants et marraine du village SOS Villages d'Enfants de Tomilino en Russie.

## Guerre en Ukraine
En mars 2022, elle est déprogrammée du Metropolitan Opera de New York en raison de son prétendu refus de condamner l'invasion russe de l'Ukraine, alors qu'elle avait pourtant déclaré dès le 26 février 2022, notamment sur sa page officielle Facebook, « être opposée à la guerre, avoir des amis ukrainiens, avoir le cœur brisé par les souffrances endurées et vouloir que cette guerre s'arrête pour que les gens puissent vivre en paix ». Elle est remplacée par la soprano ukrainienne Lioudmyla Monastyrska, qui est également annoncée pour remplacer une autre soprano russe, toujours au Met dans Tosca de Puccini. Netrebko est également exclue de l'affiche de la saison suivante, 2023, du Metropolitan Opera où elle devait se produire dans Don Carlo (Verdi). Se privant de sa tête d'affiche, le Met décide dans la foulée de supprimer la retransmission HD de ce Don Carlo. Anna Netrebko décide alors de se retirer de ses engagements au Bayerische Staatsoper, à l'Opéra de Zurich, à la Scala de Milan ou au Grand théâtre du Liceu de Barcelone en annonçant : « Ce n’est pas le bon moment pour moi de me produire et de faire de la musique. J’espère que mon public comprendra cette décision ».
Le 30 mars 2022, elle condamne de nouveau l'invasion russe, en employant encore expressément le mot « guerre », pourtant interdit en Russie dans ce contexte. Dès le lendemain, l'Opéra de Novossibirsk annule le concert qu'elle devait y donner le 2 juin. Le président de la Douma, Viatcheslav Volodine, la vise indirectement en parlant des artistes « traîtres à leur patrie »,.
Anna Netrebko a, depuis mai 2022, repris le chemin des scènes internationales, en Europe mais reste interdite de représentation aux États-Unis et singulièrement au Met de New York où elle avait de nombreux engagements qui ont été unilatéralement annulés par Peter Geld, le directeur de l'opéra. Si elle se produit sur de nombreuses scènes sans problème, elle reste également contestée au cours de l'année 2023, par des manifestations de rue, notamment à Vienne et à Berlin,.
En mars 2023, le Metropolitan Opera est condamné à l'indemniser pour avoir indûment annulé ses contrats. Anna Netrebko s'est à nouveau pourvue en justice pour tenter d'obtenir « un minimum de 360 000 dollars de dommages et intérêts ».

## Enregistrements

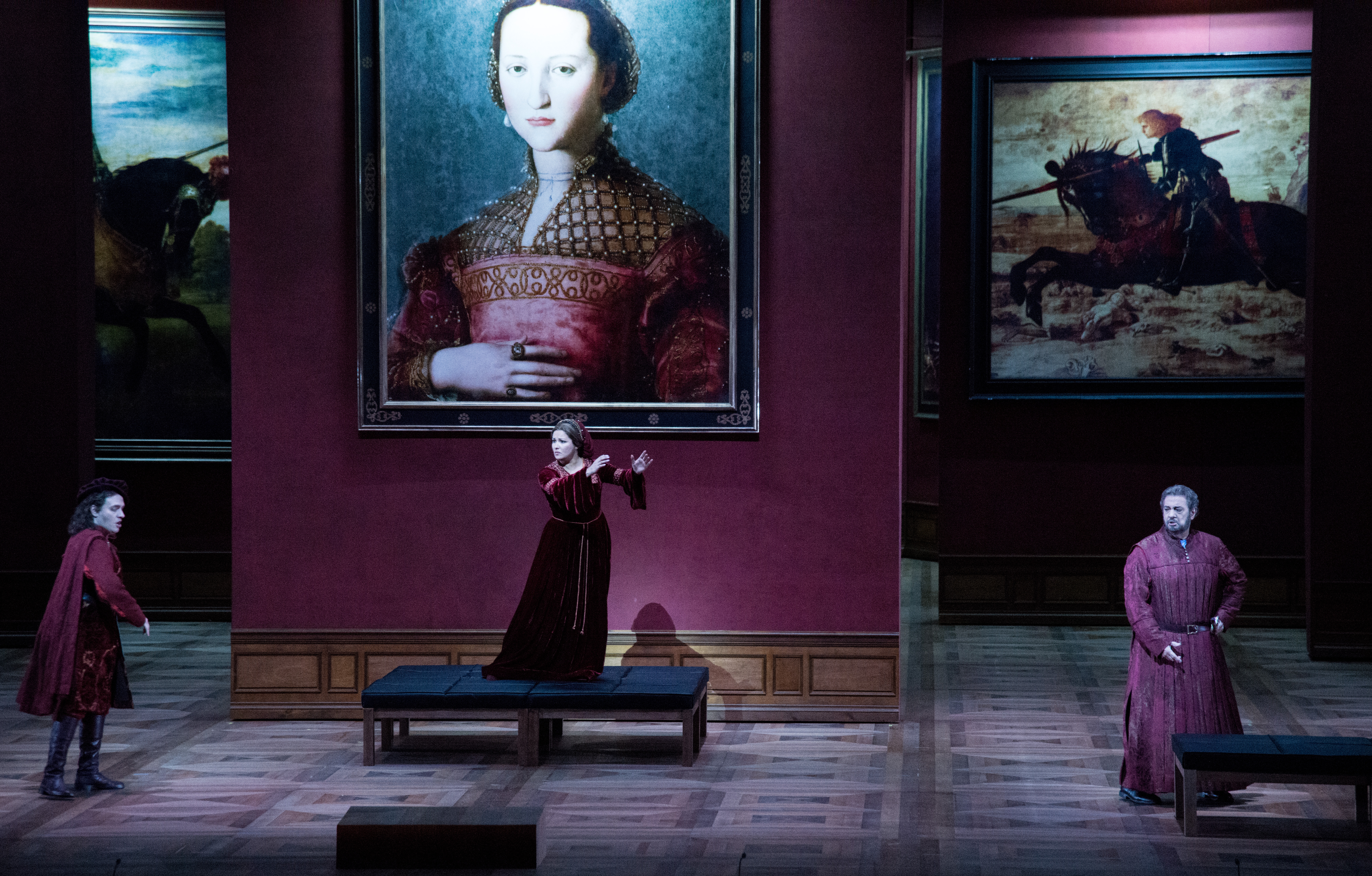
Il trovatore, avec Francesco Meli, Anna Netrebko, Plácido Domingo, Festival de Salzbourg, 2014.

### CD
- 1996 : Rouslan et Ludmila, enregistrement en public au Théâtre Mariinsky avec l'Orchestre Kirov sous la direction de Valery Gergiev. Label : Philips Classics
- 2003 : Opera Arias, avec l'Orchestre philharmonique de Vienne  sous la direction de Gianandrea Noseda et le Chœur de l’Opéra d'État de Vienne. Label : Deutsche Grammophon. Best-seller des enregistrements de musique classique pour l'année 2003
- 2004 :
  - Violetta - Arias et duos de La Traviata
  - Sempre Libera : grands airs de l'opéra italien (Verdi, Bellini, Donizetti, Puccini), Mahler Chamber Orchestra, dir. Claudio Abbado
- 2006 :
  - De Mozart - Album
  - Russian album - recueil d'airs de musique classique russe réalisé avec le concours de l'Orchestre du Théâtre Mariinsky sous la direction de Valery Gergiev.
- 2007 :
  - Mars : Duets réalisé conjointement avec Rolando Villazón. Parallèlement elle enregistre un passage avec Joshua Bell, violoniste de réputation internationale
  - Les Noces de Figaro - Enregistrement public du Festival de Salzbourg 2006
- 2008 : Souvenirs - Compilation d'enregistrements divers notamment avec la mezzo-soprano Elīna Garanča, le ténor Piotr Beczala, le soprano mâle Andrew Swait
- 2009 : réédition de Russian Album, de Sergueï Prokofiev, avec Valery Gergiev, Label :  Deutsche Grammophon,
- 2011 : Live at The Metropolitan Opera, avec Asher Fisch et James Levine, au MET, Compositeur: Charles Gounod, Gaetano Donizetti, Giacomo Puccini, Giuseppe Verdi et Jacques Offenbach, Label :  Deutsche Grammophon,
- 2014 - “Die Superstars der Klassik”, concert de la Waldbühne enregistré en 2011, Anna Netrebko, Jonas Kaufmann, Erwin Schrott, CD.
- 2013 : Verdi, de Giuseppe Verdi, avec Gianandrea Noseda, au Teatro Regio (Turin), Label :  Deutsche Grammophon,
- 2016 : 
  - Manon Lescaut, de Giacomo Puccini, Orchestre: Münchner Rundfunkorchester, Label :  Deutsche Grammophon,
  - Verismo, avec Antonio Pappano, Label :  Deutsche Grammophon,
  - Le Mozart Album, avec Charles Mackerras, Bryn Terfel, Elīna Garanča, Erika Miklósa et René Pape. Et le Mahler Chamber Orchestra. Label :  Deutsche Grammophon,
- 2021 : Amata dalle tenebre, Orchestra del Teatro alla Scala sous la direction de Riccardo Chailly - Label :  Deutsche Grammophon,

### DVD

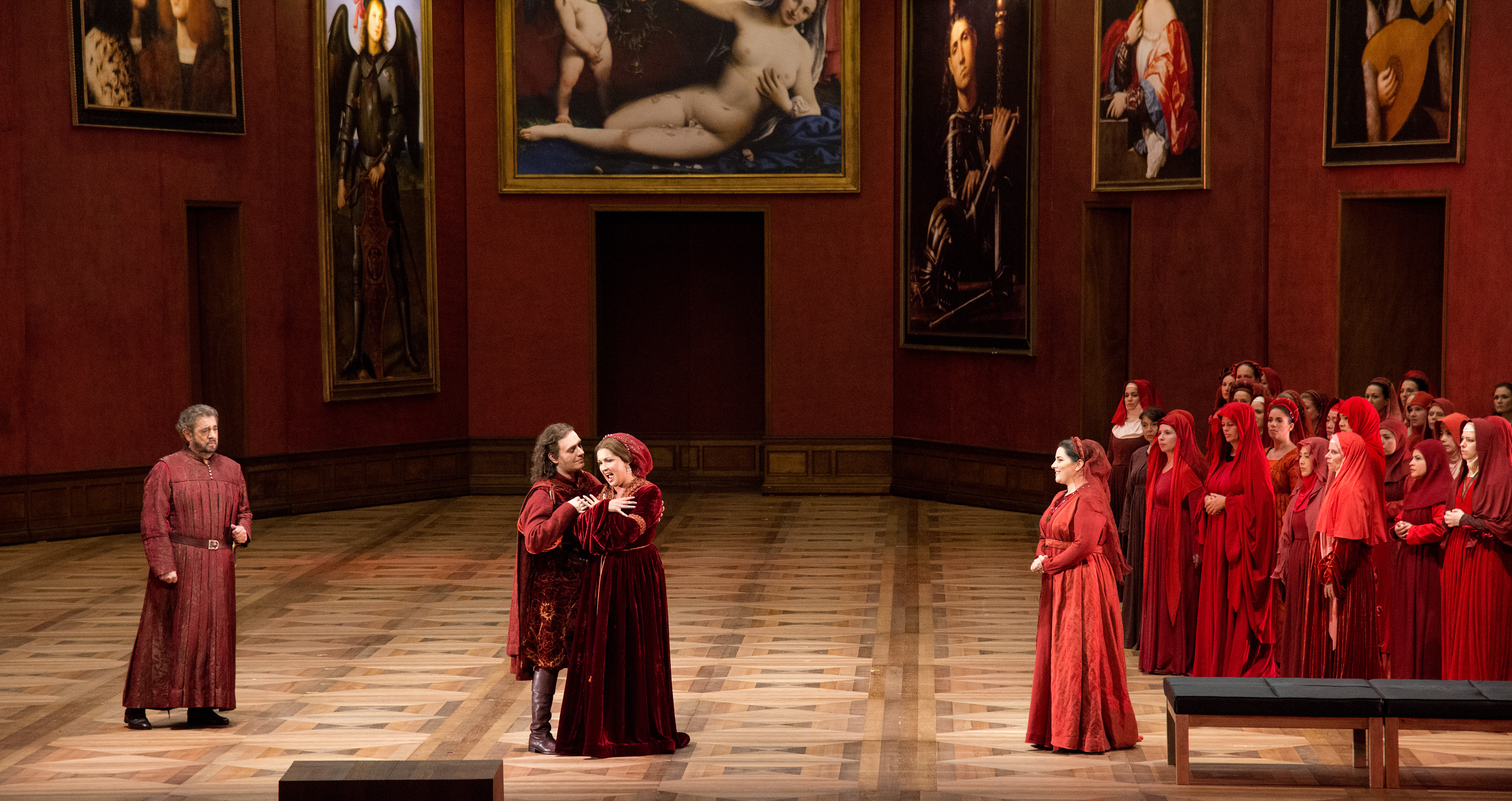
Il trovatore, Festival de Salzbourg, 2014 avec Plácido Domingo (Conte di Luna), Francesco Meli (Manrico), Anna Netrebko (Leonora), Diana Haller et le Chœur du Wiener Staatsoper.

- 1995 : Ljudmila dans Ruslan und Ljudmila de Glinka
- 1998 : Louisa dans Die Verlobung im Kloster de Prokofiev
- 2002 : Portrait dans The Woman, The Voice
- 2006 :
  - Violetta Valery dans La traviata de Verdi (enregistrement public au Festival de Salzbourg 2005)
  - Adina dans L'elisir d'amore de Donizetti (enregistrement public au Staatsoper de Vienne, (Autriche 2005)
  - Das Waldbühnenkonzert aus Berlin, A. Netrebko, Rolando Villazón, Plácido Domingo
- 2007 :
  - Susanna dans Les Noces de Figaro de W. A. Mozart (enregistrement public au Festival de Salzbourg 2006)
  - I puritani (enregistrement public au Metropolitan Opéra en janvier 2007)
  - Opera Gala - enregistrement public à Baden Baden avec Elīna Garanča, Ludovic Tézier et Ramon Vargas
- 2008 : The Berlin Concert. Live From The Waldbühne, avec Plácido Domingo et Rolando Villazón
- 2009 : Lucia dans Lucia di Lammermoor au Metropolitan opera de New York
- 2010 : Norina dans Don Pasquale de Donizetti (enregistrement public au Metropolitan opera de New York)
- 2011 : Anna Bolena, rôle-titre enregistré au Wiener Staatsoper
- 2012 : Mimi avec Piotr Beczała dans La Bohème de Giacomo Puccini au Wiener Staatsoper,
- 2014 : Tatiana dans Eugène Onéguine de Piotr Ilitch Tchaïkovski au Metropolitan Opera de New York
- 2015 : Macbeth de Verdi au Metropolitan Opera de New York
- 2015 : Donna Anna dans Don Giovanni de Mozart au Théâtre de la Scala de Milan
- 2016 : Elsa dans Lohengrin avec Piotr Beczała au Semperoper de Dresde

## Prix et distinctions

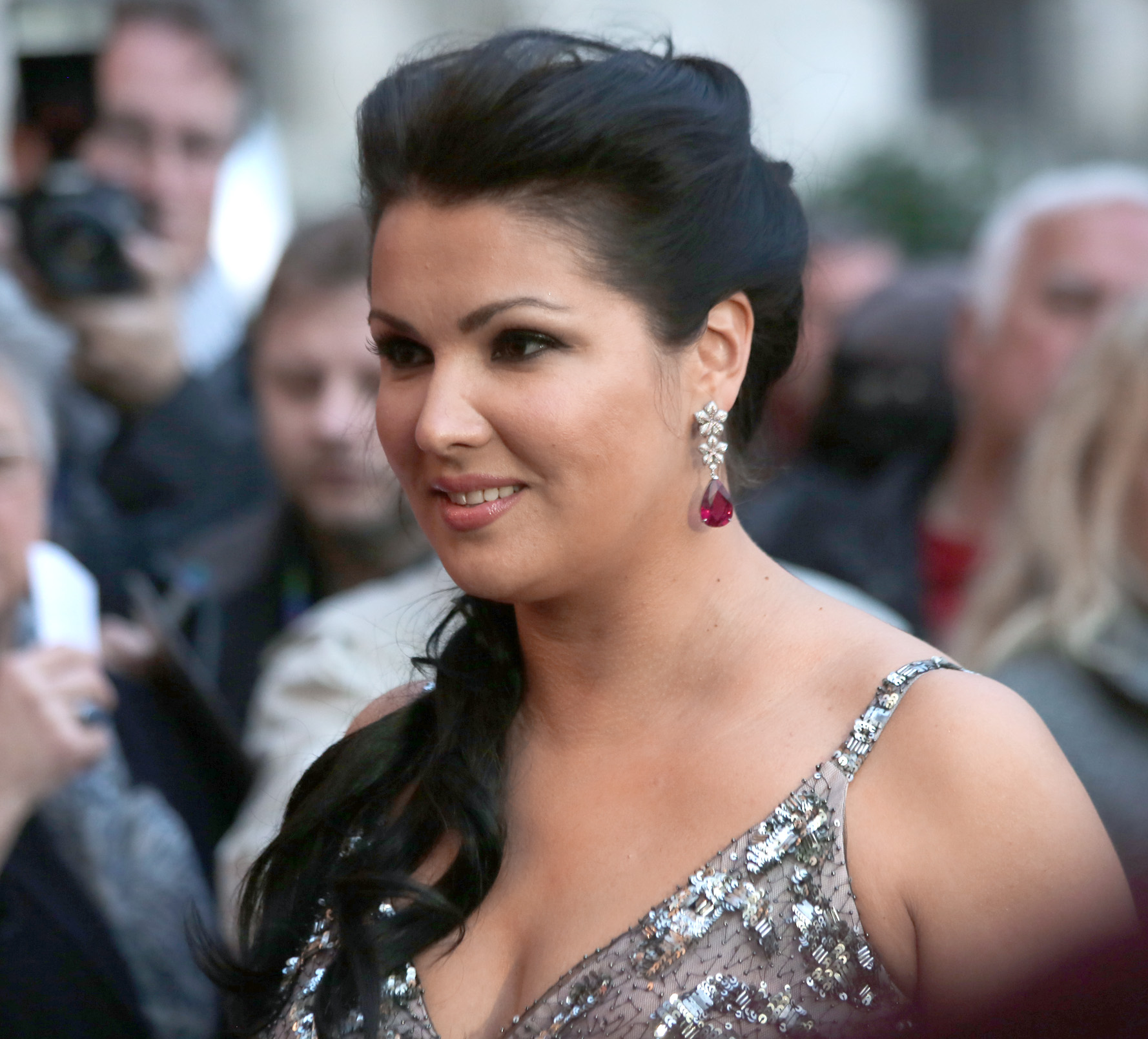
Anna Netrebko au Festival international du film de Vienne (Viennale) en 2013.

- Premier prix au Concours de chant Glinka au Théâtre du Bolchoï de Moscou où elle participe à un concert pour l'inauguration de la Fondation Irina Arkhipova (1993)[75].
- Lauréate du Concours international de chant Conservatoire Rimski-Korsakov de Saint-Pétersbourg (1996).
- Prix Baltika pour jeunes chanteurs d'opéra (Saint-Pétersbourg, 1997).
- Le prix d'État de Russie, plus haute récompense dans le domaine des Arts et de la Littérature, lui est remis par le président Poutine[76] (2005).
- Amadeus Music Awards (2003)
- prix Echo « Cantatrice de l'année » pour son Album Opera Arias (2004).
- Goldene Schallplatte, Prix Echo « Cantatrice de l'année », « Meilleure vente de l'année » pour Sempre libera (2005).
- Musicien de l'Année du journal Musical America qui qualifie Netrebko de « véritable super star du XXIe siècle » (2008)[77].
- International Opera Award dans la catégorie « interprète féminin » (2017)[78].
- Victoire d'honneur pour l'ensemble de sa carrière aux Victoires de la musique classique (2020)[79].
- Prix Polar Music (2020)[80].
- Time 100 du Times (magazine)[81].
- (31104) Annanetrebko, astéroïde nommé en son honneur.